# Paula Montal Fornés

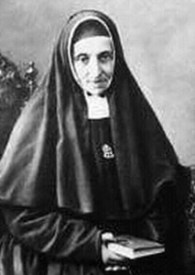
Paula Montal Fornés

Paula Montal Fornés (de San José de Calasanz), auf Katalanisch Paula Montal i Fornés de Sant Josep de Calassanç, (* 11. Oktober 1799 in Arenys de Mar; † 26. Februar 1889 in Olesa de Montserrat) war eine spanische Ordensgründerin und ist eine Heilige der katholischen Kirche.

## Leben
Paula Montal Fornés, die aus einer Handwerkerfamilie stammte, lehrte schon früh Kindern und Jugendlichen den Katechismus. 1829 gründete sie 30-jährig die Kongregation der Töchter Mariens, Schwestern der frommen Schule (Congregación de Hijas de María, Religiosas de las Escuelas Pías, übliche Kurzbezeichnung: Escolapias), die sich der Erziehung von Kindern und Jugendlichen nach dem Vorbild des Gründers des Piaristenordens, dem hl. José Calasanz, widmet.
Paula Montal Fornés wurde von Papst Johannes Paul II. 1993 selig- und am 25. November 2001, dem Christkönigsfest, heiliggesprochen. Ihr Gedenktag in der Liturgie ist der 26. Februar.